# Mauro Vinícius da Silva
Mauro Vinícius da Silva (* 26. prosince 1986) je brazilský atlet, specializující se na skok daleký, dvojnásobný halový mistr světa.

## Kariéra
Startoval bez úspěchu na olympiádě v Pekingu v roce 2008. O čtyři roky později v Londýně skončil v olympijské soutěži dálkařů sedmý. Je dvojnásobným halovým mistrem světa ve skoku dalekém – z let 2012 a 2014. Jeho osobní rekord 831 centimetrů pochází z roku 2013.